# Рыцарь дорог 2010
«Рыцарь дорог 2010» (англ. Knight Rider 2010) — американский фантастический телефильм 1994 года.
Фильм снят по мотивам сериала «Рыцарь дорог», но в отличие от фильма 1991 года очень отдалённо связан с сюжетом оригинального сериала. Главную роль автомобиля «сыграл» классический Ford Mustang 1967.

## Сюжет
Джейк МакКвин — контрабандист; он занимается контрабандой, но почти разорён.
Чего не знает Джейк, так это того, что он находится под наблюдением особой корпорации — Корпорации Кризалис, которая подсылает к нему своего лучшего служащего Ханну Тайри, чтобы она обработала его. Джейк сперва сомневается в возможности работы с Ханной после того как она сказала, что перенесла себя по частям в ПРИЗМУ.
Но в дальнейшем они объединяются, и им приходится противостоять самой Корпорации Кризалис. В процессе выполнения задания Ханна погибает, у Джейка остается только ПРИЗМА с записью её духа. 
Джейку удаётся из старого автомобиля Ford Mustang 1 сделать автомобиль будущего — говорящий разумный автомобиль, в который вселён дух молодой девушки - Ханны Тайри.
В конце фильма Ханна и Джейк посвящают себя борьбе за правосудие и отправляются вдаль, навстречу приключениям...

## В ролях
- Ричард Джозеф Поль — Джек Мак Куин
- Хадсон Лейк — Ханна Тири (как Хайди Лейк)
- Майкл Бич — Маршал Вилль Мак Куин
- Дон Мак Магнус — Дин
- Никки Кэтт — Джонни